# Apatura zanoa
Apatura zanoa är en fjärilsart som beskrevs av William Chapman Hewitson 1869. Apatura zanoa ingår i släktet Apatura och familjen praktfjärilar. Inga underarter finns listade i Catalogue of Life.